# Crash Twinsanity
Crash Twinsanity är ett plattformsspel som utvecklades av Traveller's Tales för Playstation 2 och Xbox samt släpptes den 28 september i USA och 8 oktober 2004 i Europa. Spelet planerades ursprungligen att komma ut till Gamecube. Handlingen tar vid tre år efter där föregångaren Crash Bandicoot: The Wrath of Cortex slutade.
Två mobilspel baserat på konsolversionen släpptes samma år.

## Musik
A cappellagruppen Spiralmouth från Kalifornien komponerade och framförde musiken, som fick beröm och kritik i spelets recensioner.